# Stig Kanger
Stig Kanger (* 10. Juli 1924 in Guling/China; † 13. März 1988) war ein schwedischer Philosoph und Logiker. Er gilt neben Georg Henrik von Wright und Jaakko Hintikka als wichtiger Vertreter der Analytischen Philosophie in Skandinavien, befasste sich mit Rechtsphilosophie und war seit 1968 Professor für Theoretische Philosophie an der Universität Uppsala.

## Leben und Werk
Kanger war der Sohn eines Missionars-Ehepaars und wurde 1957 an der Universität Stockholm in Philosophie promoviert. 1963 bis 1968 war er Professor an der Åbo Akademi und danach in Uppsala. 1968/69 war er Gastprofessor an der University of California.
Er ist bekannt für Beiträge zur Modallogik und ihren Anwendungen in der Philosophie (zum Beispiel Rechtsphilosophie), Mögliche Welten Semantik (als deren Begründer meist Saul Kripke angesehen wird), Logic of Action, Beweistheorie und Deontischer Logik. Unter anderem ist die Anderson-Kanger-Reduktion nach ihm und Alan Ross Anderson benannt (nach unabhängigen Arbeiten der beiden in den 1950er Jahren) und gelegentlich die Kanger-Lindahl-Theorie (zusätzlich nach seinem Schüler Lars Lindahl, der sie weiterentwickelte).
Seine Frau Helle Kanger analysierte mit seinen Methoden die Deklaration der Menschenrechte 1948.
1972 wurde er Ritter des Nordsternordens.

## Schriften
- Ghita Holmström-Hintikka, Sten Lindström, Rysiek Sliwinski (Hrsg.): Collected Papers of Stig Kanger with Essays on his Life and Work. 2 Bände, Kluwer Academic Publishers, Dordrecht 2001.
- New Foundations for Ethical Theory (1957, Technical Report, Universität Stockholm), In: Risto Hilpinen (Hrsg.): Deontic Logic: Introductory and Systematic Readings. Reidel 1971, S. 36–58.
- Law and Logic. Theoria, Band 38, 1972, S. 105–132.
- Herausgeber mit Sven Ohman Logic and Grammar. Reidel, Kluwer 1981.
- Provability in Logic. Stockholm 1957 (Dissertation).
- Herausgeber Proceedings of the third scandinavian Logic Symposium. (Uppsala 1973), North Holland/Elsevier 1975.
- Handbok i Logik. Band 1, 1959.